# Oreuryalea watanabei
Oreuryalea watanabei is een keversoort uit de familie van de kortschildkevers (Staphylinidae). De wetenschappelijke naam van de soort is voor het eerst geldig gepubliceerd in 2002 door Assing & Maruyama.